# Campeonato Angolano de Hóquei em Patins de 2014
O Campeonato Angolano de Hóquei em Patins é a maior competição de clubes Angolanos da modalidade Hóquei em Patins, e actualmente também a maior em África.
A competição é disputada no sistema de todos contra todos a duas voltas; A segunda fase da competição vai ser disputada
em sistema de “play-off” entre as quatro melhores equipas; Meias-Finais à melhor de três jogos e final à melhor de cinco.

## Resultados
Federação Angolana de Hóquei Patins 
|                           | ACL  | 1ºA  | PAL | GDJV | SCJ | EXE |
| ------------------------- | ---- | ---- | --- | ---- | --- | --- |
| Académica Clube de Luanda |      | 3-0  | 4-0 | 2-1  | 0-3 | 3-1 |
| 1º Agosto                 | 3-2  |      | 1-2 | 1-1  | 7-0 | 6-0 |
| Petro Atlético Luanda     | 0-1  | 3-1  |     | 1-1  | 3-1 | 8-0 |
| GD Juventude Viana        | 1-5  | 4-5  | 0-0 |      | 6-1 | 3-0 |
| Sagrado Coração de Jesus  | 2-8  | 1-7  | 1-3 | 0-1  |     | 3-2 |
| Exército                  | 2-11 | 1-10 | 1-7 | 4-5  | 3-2 |     |

### 1ª Fase
| Pos | Equipa                    | Pts | J  | V | E | D | GM | GS | DG  |
| --- | ------------------------- | --- | -- | - | - | - | -- | -- | --- |
| 1º  | Académica Clube de Luanda | 24  | 10 | 8 | 0 | 2 | 39 | 13 | 26  |
| 2º  | 1º Agosto                 | 19  | 10 | 6 | 1 | 3 | 40 | 15 | 25  |
| 3º  | Petro Atlético Luanda     | 18  | 10 | 5 | 3 | 2 | 20 | 12 | 8   |
| 4º  | GD Juventude Viana        | 15  | 10 | 4 | 3 | 3 | 21 | 18 | 3   |
| 5º  | Sagrado Coração de Jesus  | 7   | 10 | 2 | 1 | 7 | 14 | 38 | -24 |
| 6º  | Exército                  | 3   | 10 | 1 | 0 | 9 | 15 | 53 | -38 |

### Meias Finais - Play Off
| 20 novembro 2014 | Juventude Viana | 2 - 3 | Académica Clube de Luanda | Pav. Cidadela |
|                  |                 |       |                           |               |

| 20 novembro 2014 | Petro Atlético | 2 - 0 | 1º Agosto | Pav. Cidadela |
|                  |                |       |           |               |

| 21 novembro 2014 | Juventude Viana | 1 - 4 | Académica Clube de Luanda | Pav. Cidadela |
|                  |                 |       |                           |               |

| 21 novembro 2014 | Petro Atlético | 4 - 5 | 1º Agosto | Pav. Cidadela |
|                  |                |       |           |               |

| 22 novembro 2014 | 1º Agosto | 3 - 0 | Petro Atlético | Pav. Cidadela |
|                  |           |       |                |               |

#### 5º e 6º Lugar
| 20 novembro 2014 | Sagrado Coração de Jesus | 4 - 3 | Exército | Pav. Cidadela |
|                  |                          |       |          |               |

| 21 novembro 2014 | Sagrado Coração de Jesus | 4 - 2 | Exército | Pav. Cidadela |
|                  |                          |       |          |               |

| 22 novembro 2014 | Sagrado Coração de Jesus | 3 - 0 | Exército | Pav. Cidadela |
|                  |                          |       |          |               |

### 3º - 4º Lugar
| 24 novembro 2014 | Juventude Viana | 2 - 0 | Petro Atlético | Pav. Cidadela |
| 18:00            |                 |       |                |               |

| 25 novembro 2014 | Petro Atlético | 7 - 3 | Juventude Viana | Pav. Cidadela |
| 17:00            |                |       |                 |               |

| 27 novembro 2014 | Juventude Viana | 5 - 3 | Petro Atlético | Pav. Cidadela |
| 17:00            |                 |       |                |               |

### FINAL
| 24 novembro 2014 | Académica Clube de Luanda | 7 - 1 | 1º Agosto | Pav. Cidadela |
| 19:30            |                           |       |           |               |

| 25 novembro 2014 | 1º Agosto | 4 - 2 | Académica Clube de Luanda | Pav. Cidadela |
| 18:30            |           |       |                           |               |

| 27 novembro 2014 | Académica Clube de Luanda | 3 - 5 | 1º Agosto | Pav. Cidadela |
| 18:30            |                           |       |           |               |

| 28 novembro 2014 | Académica Clube de Luanda | 3 - 2 | 1º Agosto | Pav. Cidadela |
| 12:00            |                           |       |           |               |

| 30 novembro 2014 | 1º Agosto | 1 - 6 | Académica Clube de Luanda | Pav. Cidadela |
| 18:30            |           |       |                           |               |

### Sítios Angolanos
- Federação Angolana de Hóquei Patins
- Petro de Luanda
- Primeiro de Agosto
- ANGOP, Angência Angola Press com atualidade do Hóquei Patins neste País

### Internacional
- Ligações ao Hóquei em todo o Mundo
- Mundook-Actualidade Mundial do Hóquei Patinado (em Português)
- Cumhoquei-Actualidade Mundial do Hóquei Patinado (em Português)

1. ↑  http://www.fap-patinagem.com/content/blogsection/0/44/10/10/